# Équipe cycliste Saint-Gobain La Segunda Ladies Power
L'équipe cycliste Saint-Gobain La Segunda Ladies Power est une équipe cycliste féminine basée en Argentine et créée en 2015.

## Classements UCI
Ce tableau présente les places de l'équipe au classement de l'Union cycliste internationale en fin de saison, ainsi que la meilleure cycliste au classement individuel de chaque saison.
| Année | Classement par équipes | Meilleure coureuse au classement individuel |
| 2015  | 29e                    | Cristina Irma Greve (235e)                  |
| 2016  | 38e                    | Aranza Villalón (168e)                      |

## Principales victoires

### Championnats nationaux
- Championnats du Chili sur route : 1
  - Contre-la-montre : 2016 (Aranza Villalón)

## Encadrement
En 2015, le directeur sportif et représentant auprès de l'UCI de l'équipe est Esteban Weimberg. Il est assisté de Carlos Botasso et Veronica Martinez. L'année suivante et en 2017, cette dernière devient directrice sportive et représentante auprès de l'UCI de l'équipe. Elle a pour assistant Jorge Giles et Adrian Palomares.

## Partenaires
Le fabricant de composants pour cycle Shimano est partenaire de l'équipe. Weber, filiale de Saint-Gobain, est aussi partenaire. 

## Weber Shimano Ladies Power en 2017

### Arrivées et départs
| Arrivées        | Équipe 2016         |
| --------------- | ------------------- |
| Marlies Mejías  |                     |
| Camila Valbuena | Néo-professionnelle |
| Anabel Yapura   | Néo-professionnelle |

| Départs          | Équipe 2017 |
| ---------------- | ----------- |
| Luciene Ferreira |             |

### Effectif
| Effectif 2017              | Effectif 2017     | Effectif 2017 | Effectif 2017                     |
| Cycliste                   | Date de naissance | Pays          | Équipe précédente                 |
| -------------------------- | ----------------- | ------------- | --------------------------------- |
| Micaela Belen Barroso      | 11 février 1997   | Argentine     |                                   |
| Maria Mercedes Fadiga      | 18 décembre 1987  | Argentine     |                                   |
| Cristina Greve             | 20 juillet 1987   | Argentine     |                                   |
| Marlies Mejías             | 29 décembre 1992  | Cuba          |                                   |
| Jessenia Meneses           | 18 juin 1995      | Colombie      | Forno d’Asolo-Astute (2014)       |
| Rocío Parrado              | 29 novembre 1982  | Colombie      |                                   |
| Caterin Elisabeth Previley | 20 décembre 1991  | Argentine     |                                   |
| Camila Valbuena            | 18 février 1997   | Colombie      | Centre mondial du cyclisme (2016) |
| Aranza Villalón            | 18 juin 1995      | Chili         |                                   |
| Anabel Yapura              | 6 mai 1998        | Argentine     |                                   |
|                            |                   |               |                                   |
| Source : ProCyclingStats   |                   |               |                                   |

### Classement mondial
| Rang | Coureuse       | Points |
| ---- | -------------- | ------ |
| 360  | Marlies Mejias | 9      |

La formation est quarante-quatrième au classement par équipes.